# Voyager of the Seas (schip, 1999)
De Voyager of the Seas is een cruiseschip uit 1999 in de Voyager-klasse van Royal Caribbean Cruise Lines. Dit schip is het eerste uit zijn klasse, en een van de grootste schepen in zijn soort. Het schip is ongeveer 311 meter lang en 48 meter breed. Het schip kan 3.114 passagiers en 1.385 bemanningsleden vervoeren. De maximumsnelheid van het schip is 24 knopen (wat ongeveer gelijk is aan 40,7 km/u).
Passagiers kunnen gebruikmaken van een klimmuur, een ijsbaan en een golfbaan met 9 holes. Er zijn winkels, cafés en restaurants op de zogeheten Royal Promenade. Er is onder andere een casino, fitnesscentrum, zwembad en een sportveld voor basketbal en volleybal.